# HD 21620
HD 21620，又名BD+48 938，SAO 38906、HR 1056，是一颗英仙座的恒星，视星等为6.29，位于銀經147.9，銀緯-5.74，其B1900.0坐标为赤經3h 24m 20.8s，赤緯+48° -5.74′ 1″。